# Sóweczka (zwyczajna)
Sóweczka (zwyczajna) (Glaucidium passerinum) – gatunek niewielkiego ptaka z rodziny puszczykowatych (Strigidae), zamieszkujący Eurazję. Nie jest zagrożony.

## Występowanie
Zamieszkuje lasy północnej i północno-wschodniej Europy oraz Azji, aż po wschodnią Syberię, Sachalin i rzekę Amur, lokalnie występuje na górzystych obszarach Europy Środkowej i Zachodniej. Gnieździć może się też w bardziej południowych rejonach. Północne populacje częściowo wędrują na południe (samice są bardziej skłonne do wędrówek). Uważana za relikt polodowcowy w Alpach, Pirenejach, średnich górach w Czechach i Niemczech.
W Polsce bardzo nieliczny ptak lęgowy na Dolnym Śląsku (Sudety i Bory Dolnośląskie), w Karpatach i na północnym wschodzie kraju (przede wszystkim w Puszczy Białowieskiej). Poza tymi regionami widywana bardzo rzadko.

### Podgatunki
Wyróżnia się dwa podgatunki, zamieszkujące odpowiednio:
- Glaucidium passerinum passerinum – północną Eurazję od Półwyspu Skandynawskiego po środkową Syberię (górny bieg Jeniseju), oraz wyspowo w europejskich górach, m.in. Alpach, Karpatach i Pirenejach.
- Glaucidium passerinum orientale – środkową i wschodnią Syberię, Mandżurię i Sachalin.

## Morfologia

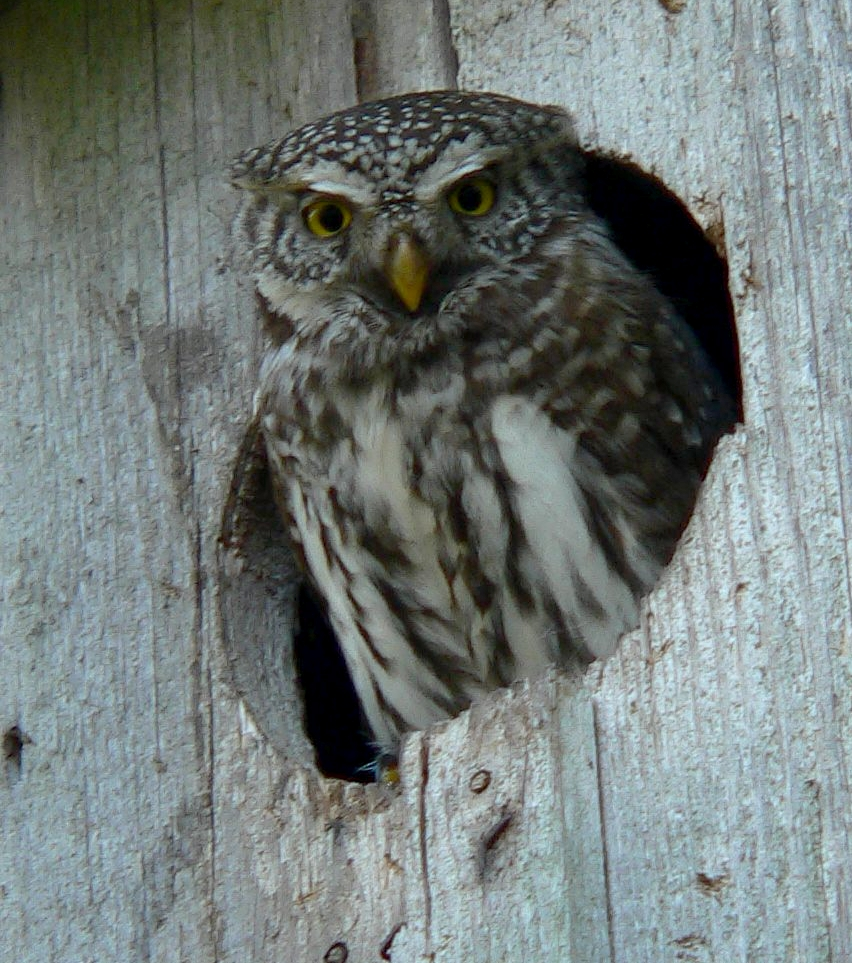
Sóweczka

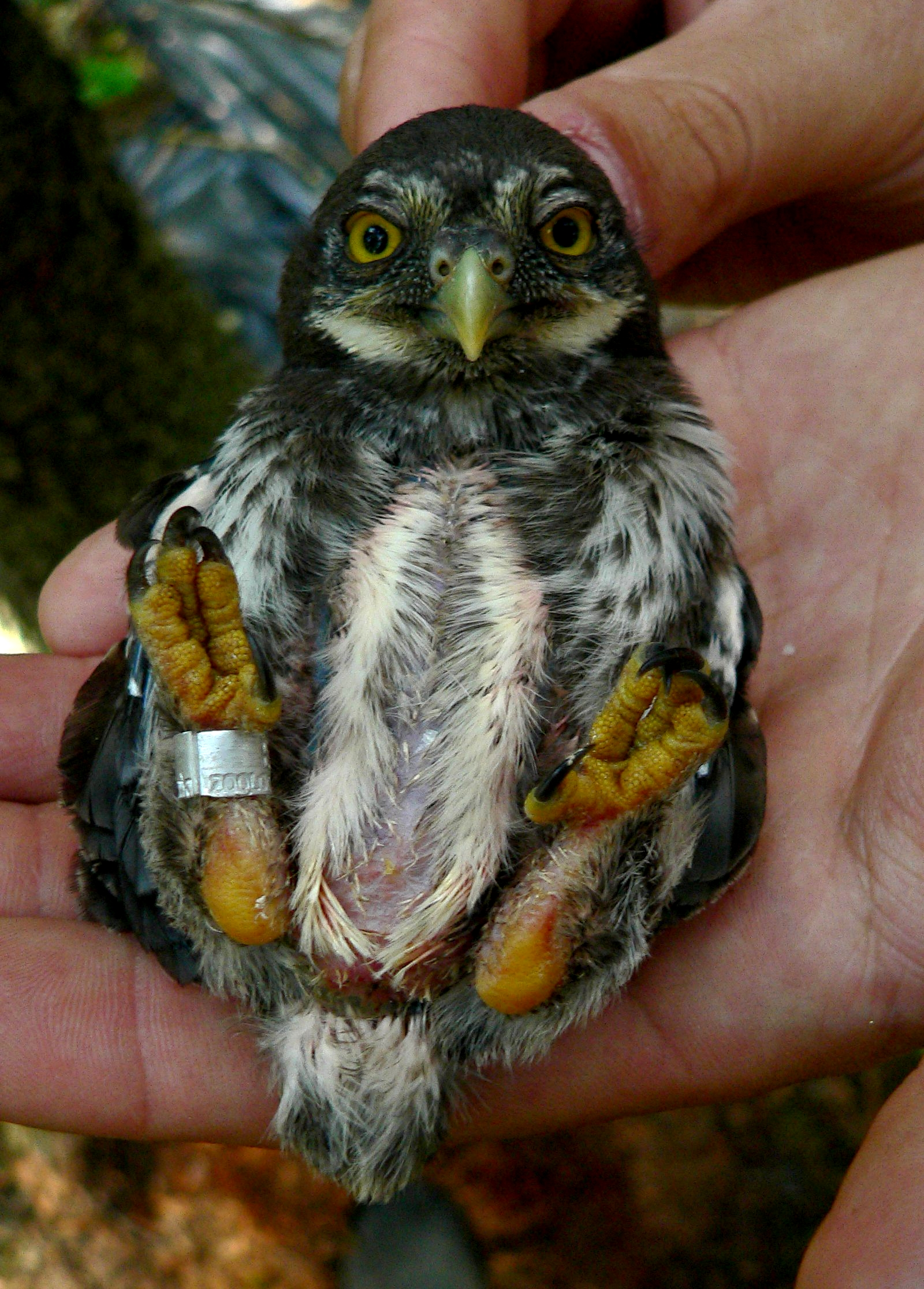
Zaobrączkowane pisklę, zachodnia Finlandia

### Wygląd zewnętrzny
To najmniejsza sowa występująca w Europie, a więc również i w Polsce. Brak wyraźnego dymorfizmu płciowego, jedynie samice nieco większe. Ma krępą sylwetkę. Okrągła głowa niewielka (proporcjonalnie mniejsza niż u włochatki lub pójdźki), spłaszczona, tułów okrągły z krótkim, brunatnym ogonem. Szara szlara słabo zaznaczona z kilkoma współśrodkowymi pręgami barwy brązowej. Nad małymi żółtymi oczami krótkie białe brwi. Głowa i grzbiet brązowe z białymi lub kremowoszarymi prążkami, gęstymi i drobnymi na głowie. Największe plamy pokrywają barki. Spód ciała biały z podłużnym, ciemnobrązowym plamkowaniem. Krótki ogon pokryty jaśniejszym, poprzecznym prążkowaniem (5 paskami), podobnie prążkowane lotki. Jest charakterystycznie zadarty do góry. W pozycji siedzącej ogon sięga daleko poza czubki skrzydeł, a gdy ptak jest zdenerwowany, porusza nim nerwowo na boki, podobnie jak dzierzba, lub w górę i w dół, jak strzyżyk. Skok i palce gęsto pokryte miękkimi piórami. Młode osobniki ciemniejsze, z jednolicie ciemnobrązowymi bokami.
W locie przypomina sylwetką szpaka – skrzydła zaokrąglone, ogon wachlarzowato złożony. W powietrzu porusza się falistym torem, jak pójdźka lub prostoliniowym, jak lata szpak. Pod względem rozmiaru dorównuje drozdowi śpiewakowi, choć potrafi złowić zdobycz tej samej wielkości, co ona.

### Rozmiary
długość ciałaok. 18 cm
rozpiętość skrzydełok. 35–45 cm

### Masa ciała
ok. 55–80 g

### Głos
w NE Polsce

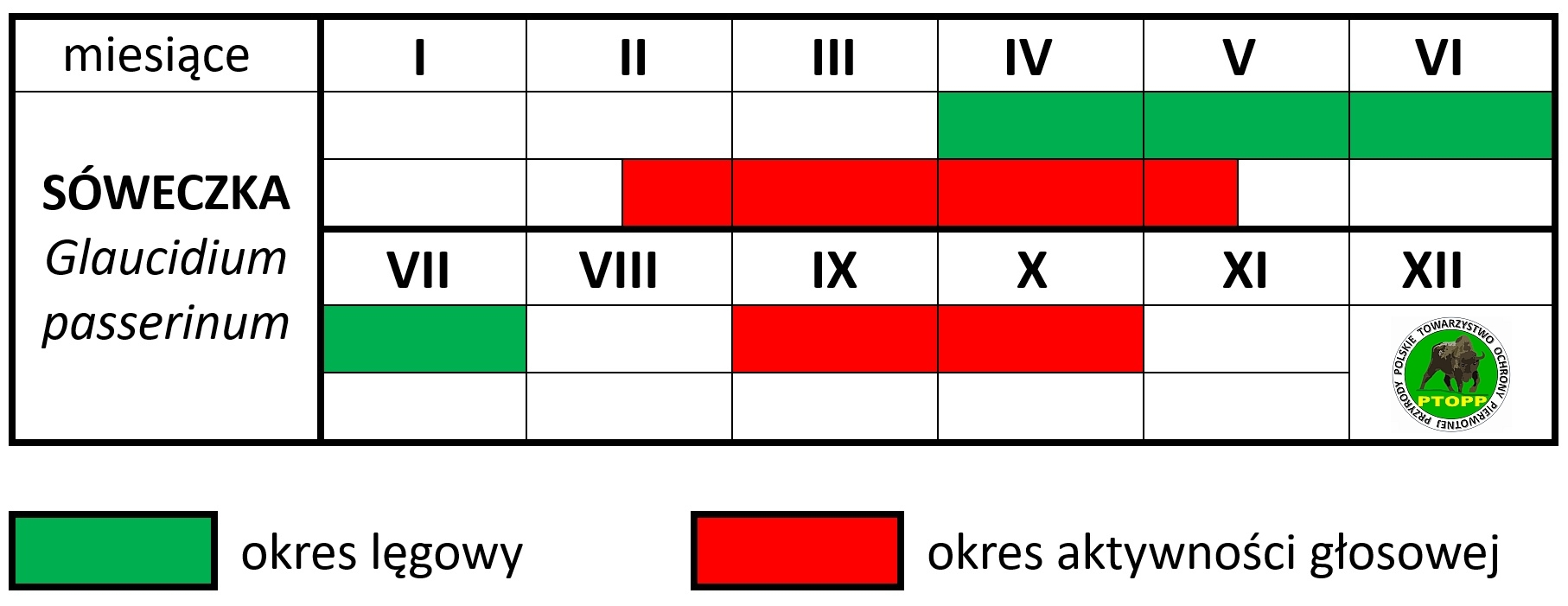
Głos godowy (terytorialny) samca sóweczki, Glaucidium passerinum

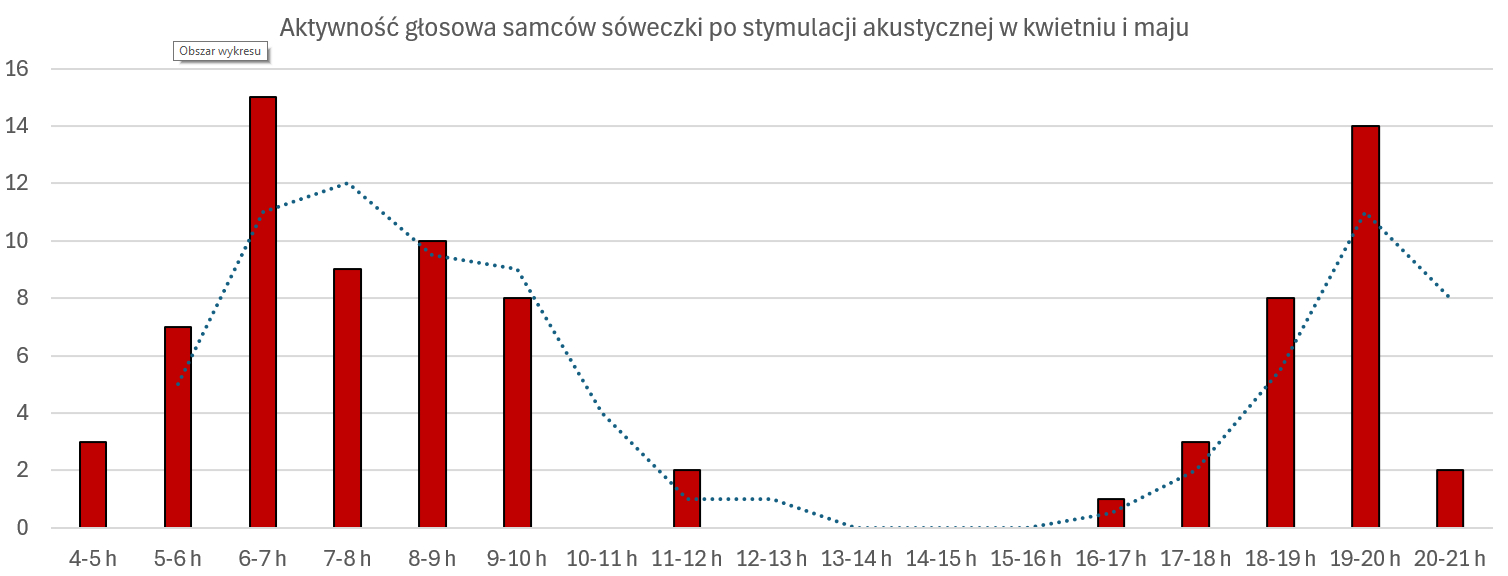
Godzinna aktywność samca sóweczki, Glaucidium passerinum

Głos godowy i terytorialny samca to monotonne gwizdy o zróżnicowanej długości i wysokości. Słyszany z odległości 1 km, wydawany z częstotliwością ok. 20x/min zwykle z czubków drzew, zwłaszcza świerków. Głos godowy jest mniej donośny i niższy od terytorialnego. Słyszalny z odległości ok. 150 m., zwykle w pobliżu dziupli. Samica odzywa się bardzo wysokimi, długimi piskami na granicy ludzkiej słyszalności, dwusylabowe "si siii" lub jednosylabowe "siii". Młode odzywają się wysokimi piskami, później przechodzące w głos samicy. Obie płci odzywają się tzw. głosem zimowym – serią krótkich, przyspieszających gwizdów o wznoszącej się melodii. Sóweczki odzywają się w dzień, zwłaszcza o świcie i o zmierzchu, bardzo rzadko nocą (tylko w jasne, księżycowe noce oraz krótko po zajęciu terytorium).

### Zachowanie
Gatunek osiadły, ale osobniki z gór i północy podejmują wędrówki, uciekając przed niekorzystnymi warunkami zimowymi. Sóweczki są aktywne głównie o świcie i o zmierzchu, a także nocą. Widywana najczęściej na czubkach świerków i innych drzew, charakterystycznie zadzierając ku górze ogon i kiwając się. Lot falisty, podobny do lotu dzięcioła. Na krótkich odcinkach lot bardzo szybki i zwinny.
Nie jest to ptak bardzo płochliwy, ale w dzień trudno go zauważyć, bo przesiaduje zwykle w gęstwinie gałęzi drzew. Łatwiej ją spostrzec kiedy rano i wieczorem przelatuje od miejsc swojego odpoczynku na wybrane przez siebie punkty obserwacyjne z których wypatruje ofiar.

## Środowisko

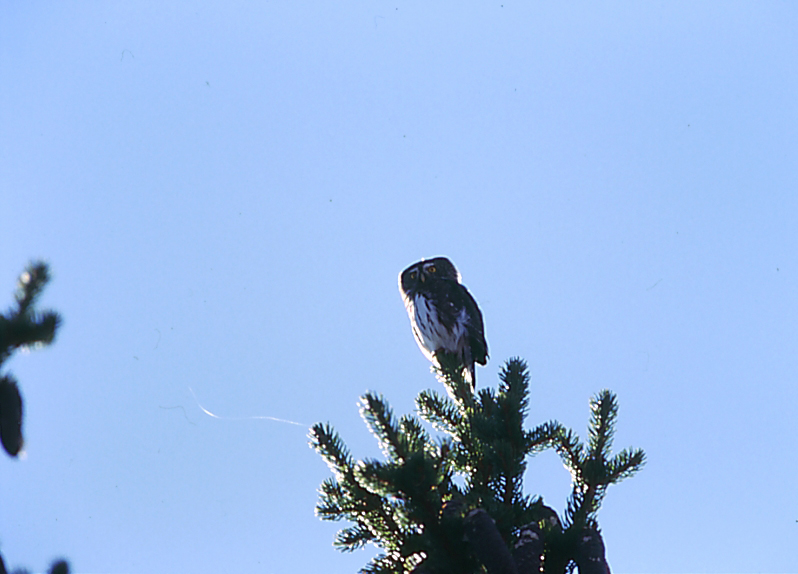
Sóweczka często przesiaduje na czubkach drzew

Starodrzewy (iglaste i mieszane) o bogatej strukturze, zwłaszcza podszytu, tajga, preferuje wysokopienne bory świerkowe, świerkowo-jodłowe i mieszane z polanami i młodnikami. W Europie ściśle związana ze świerkiem lub jodłą. Również występuje w średnich górach i ich okolicach, aż po granicę lasu. Poza okresem lęgowym spotykana częściej w lasach mieszanych i liściastych, gdzie łatwiej o pokarm. Teren, gdzie przebywa musi być bogaty w dzienne kryjówki, dziuple (głównie po dzięciole czarnym) pełniące role spiżarni i lęgowisk, wysokie drzewa do obserwacji i oznaczania terytorium oraz otwarte przestrzenie, gdzie na polanach, śródleśnych łąkach lub torfowiskach może polować na myszy i ptaki śpiewające. Ptaki z wysokogórskich lasów schodzą zimą na niższe partie gór. Przeważnie jednak sóweczki są wierne swoim rozległym terenom lęgowym, a zwłaszcza samce.

## Pożywienie
Przede wszystkim niewielkie ptaki (np. sikory, mysikróliki, zięby, rudziki) i ssaki – gryzonie (myszy, norniki) i ryjówkowate. Potrafi też złapać ptaka równego swojej wielkości, a nawet większego, np. dzięcioła dużego czy paszkota. Tylko wyjątkowo zjada gady (takie jak jaszczurki czy małe węże) i większe owady. W sezonie lęgowym częściej łapie mniejsze ptaki, lecz zimą w diecie dominują drobne ssaki. Na 12 zbadanych stanowiskach w Słowacji w sezonie lęgowym ptaki stanowiły średnio 65% diety sóweczki, a ssaki 34,8%, podczas gdy inne badanie wykonane w tym kraju wykazało, że zimą ptaki stanowiły 26,8% diety, a ssaki 73,2%.
Poluje albo czatując na ofiarę, albo przeszukując korony drzew i dziuple. Zwykle robi to rano lub o zmierzchu, ale w okresie dokarmiania piskląt łowami zajmuje się przez cały dzień. Atakuje znienacka zwykle z odległości kilku-kilkunastu metrów, ściga ofiary tylko na krótkich odcinkach w prostolinijnym locie. Jak ją złapie, zabija zdobycz szponami. Potrafi złapać ptaka w locie. Gdy sóweczka złowi więcej pokarmu niż jest w stanie zjeść, robi w dziuplach zapasy, głównie zimą (na złą pogodę lub dokarmienie w razie potrzeby młodych). Zimą oszczędza energię przez całą dobę, siedząc nieruchomo na gałęzi w osłoniętym od wiatru miejscu. Samo polowanie może jej zająć zaledwie paręnaście minut, by po nim znowu znieruchomieć na resztę dnia.
Odgłosy sóweczki, głównie godowe, są rozpoznawane przez małe ptaki. Gdy je usłyszą lub sztucznie się je odtworzy, wznoszą alarm i przylatują, podpatrując skąd dochodzi (by zlokalizować drapieżcę).
Wypluwki mają wymiary około 25×10 mm, kolor szary, konsystencję dość zbitą. Charakterystyczne w nich są skruszone kości ofiar.

## Lęgi

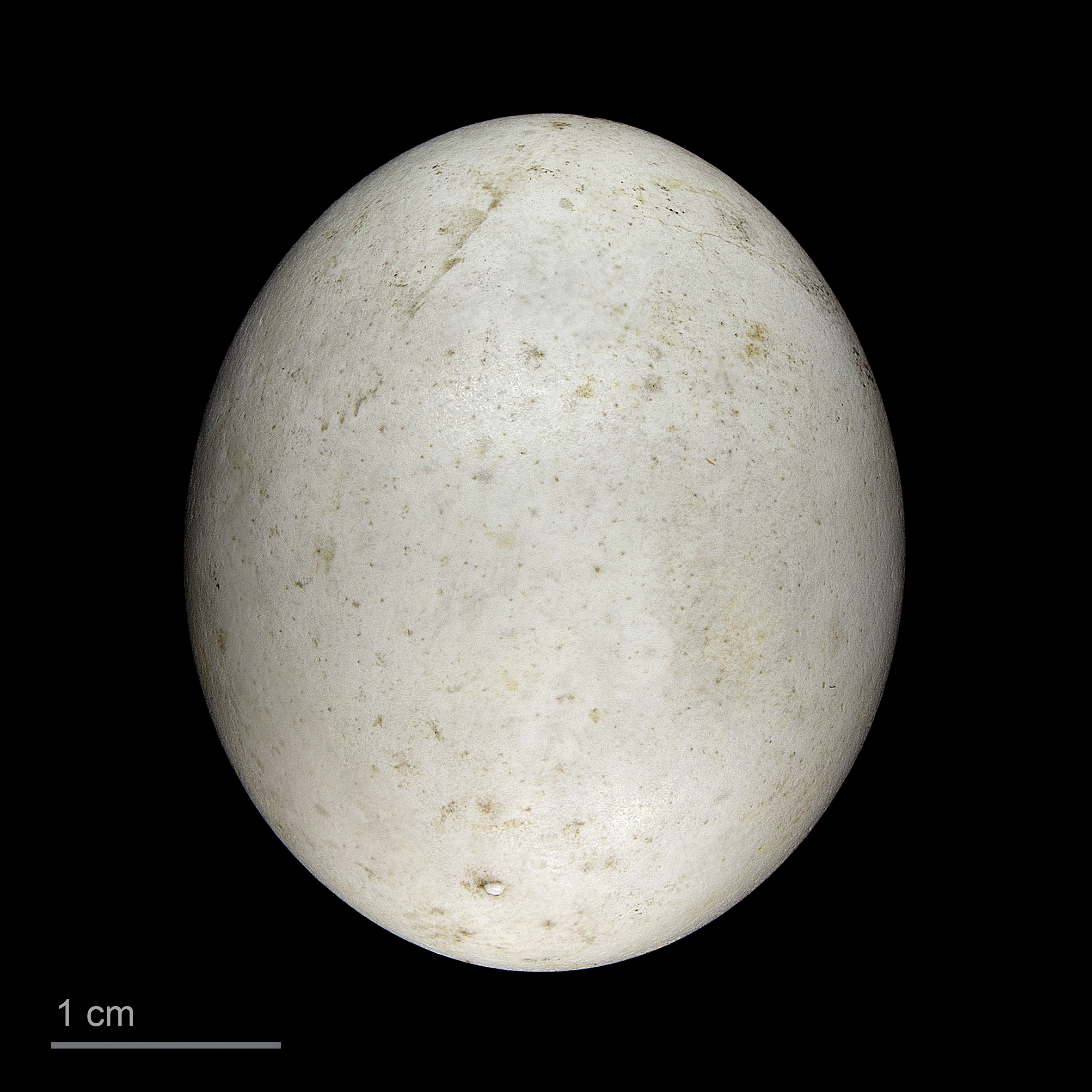
Jajo z kolekcji muzealnej

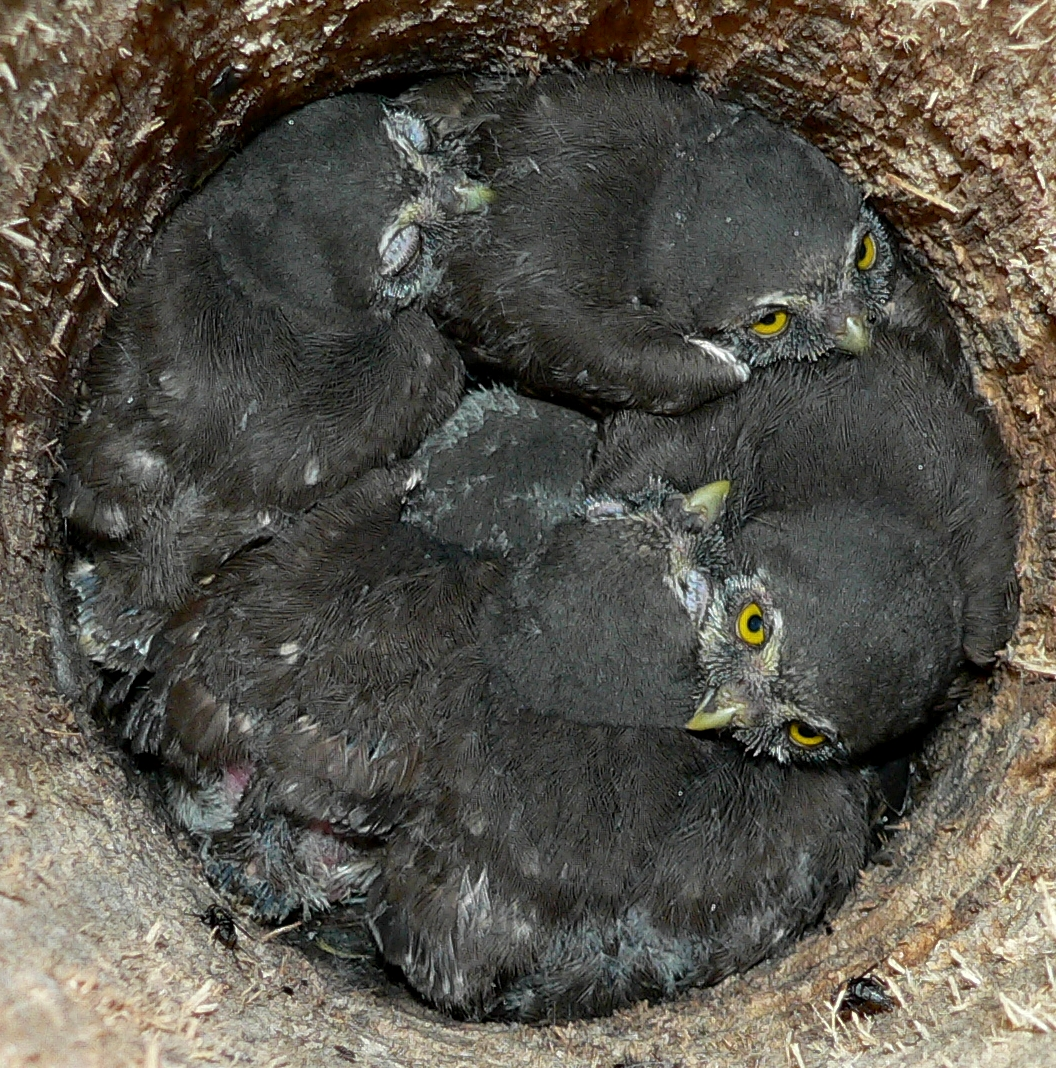
Pisklęta sóweczki w skrzynce lęgowej; Kauhava, zachodnia Finlandia

### Toki
Toki rozpoczynają się pod koniec zimy, kiedy to partnerzy nawołują się dość melodyjnym gwizdaniem – wysokie, rosnące „gama”. Samiec zwraca uwagę samicy powtarzanym wzlatywaniem i wylatywaniem z dziupli. Może też siedzieć na czubku drzewa. Pary są monogamiczne.

### Gniazdo
W dziuplach potężnych drzew (głównie iglastych), zazwyczaj po dzięciole dużym. Zajętą przez sóweczkę dziuplę rozpoznaje się po gromadzących się piórach, puchu i wypluwkach u podstawy drzewa. Samica czyści bowiem codziennie swoje lęgowisko i wyrzuca z niego wszelkie zbędne rzeczy. Sama nie buduje gniazda.

### Jaja
Wyprowadza jeden lęg w roku, w drugiej połowie kwietnia (lub wyjątkowo innym terminie od marca do maja) samica składa średnio 4–5 jaj w odstępach 1,5 dniowych (notowano również lęgi z 2 i 7 jajami).

### Wysiadywanie
Wysiadywanie rozpoczyna się od złożenia przedostatniego lub ostatniego jaja i trwa przez 26 do 28 dni. Wysiaduje wyłącznie samica, w tym czasie samiec donosi jej świeży pokarm. Dla ojca polowanie na zdobycz to również główne zadanie w okresie wychowywania piskląt, bo samica w tym czasie rzadko oddala się od gniazda, a jeśli to na niewielkie odległości.

### Pisklęta
Pisklęta wykluwają się jednocześnie, po 10 dniach otwierają oczy. Opuszczają gniazdo po 25–30 dniach, jednocześnie lub w przeciągu 2–4 dni (co jest rzadkie u sów), i od razu dobrze latają między drzewami. Po około 10 dniach po wylocie samica przestaje się nimi zajmować, a na kolejne 20 dni opiekę przejmuje samiec. Pomimo że rodzice karmią je jeszcze przez 3 tygodnie, to potomstwo z czasem coraz częściej poluje już samodzielnie. Młode są dojrzałe płciowo już w następnym sezonie po wylęgu.

## Status i ochrona
Międzynarodowa Unia Ochrony Przyrody (IUCN) uznaje sóweczkę za gatunek najmniejszej troski (LC – Least Concern) nieprzerwanie od 1988 roku. Liczebność światowej populacji, obliczona w oparciu o szacunki organizacji BirdLife International dla Europy z 2015 roku, mieści się w przedziale 0,5–2 miliony dorosłych osobników. Globalny trend liczebności populacji uznawany jest za stabilny, choć fluktuujący w zależności od liczebności gryzoni i warunków pogodowych.
W Polsce objęta ochroną gatunkową ścisłą, wymaga ochrony czynnej. Na Czerwonej liście ptaków Polski została sklasyfikowana jako gatunek niedostatecznie rozpoznany (DD – Data Deficient) ze względu na skryty tryb życia, wskutek czego dane o wielkości populacji lęgowej i jej zmianach są obarczone nieznanym błędem. Liczebność w Polsce w 2003 roku była szacowana na 300–400 par, jednak prawdopodobnie była to ocena zaniżona, ze względu na niewystarczającą liczbę badań. W latach 2013–2018 jej liczebność na terenie kraju szacowano na 1400–1800 par.
Temu ptakowi zagraża najbardziej niszczenie naturalnych siedlisk − starych drzewostanów.